# Pusztacsó
Pusztacsó ist eine ungarische Gemeinde im Kreis Kőszeg im Komitat Vas liegt.

## Geografische Lage
Pusztacsó liegt 11,5 Kilometer nördlich des Komitatssitzes Szombathely und 9 Kilometer südöstlich der Kreisstadt Kőszeg. Nachbargemeinden sind Nemescsó, Kőszegpaty, Söpte, Gencsapáti, Gyöngyösfalu und Lukácsháza.

## Geschichte
Im Jahr 1913 gab es in der damaligen Kleingemeinde 37 Häuser und 263 Einwohner auf einer Fläche von 1265 Katastraljochen. Sie gehörte zu dieser Zeit zum Bezirk Kőszeg im Komitat Vas. 

## Sehenswürdigkeiten
- Römisch-katholische Kirche Szent István király
  - In der Kirche befinden sich zwei Glasfenster in Erinnerung an die 50-jährige Tätigkeit der Schwestern vom hl. Vinzenz von Paul, die von der Glasmalerei József Palka in Budapest angefertigt wurden
- Grabdenkmal der Familie Noszlopy (Noszlopy-síremlék), südlich des Ortes gelegen
- Weltkriegsdenkmal

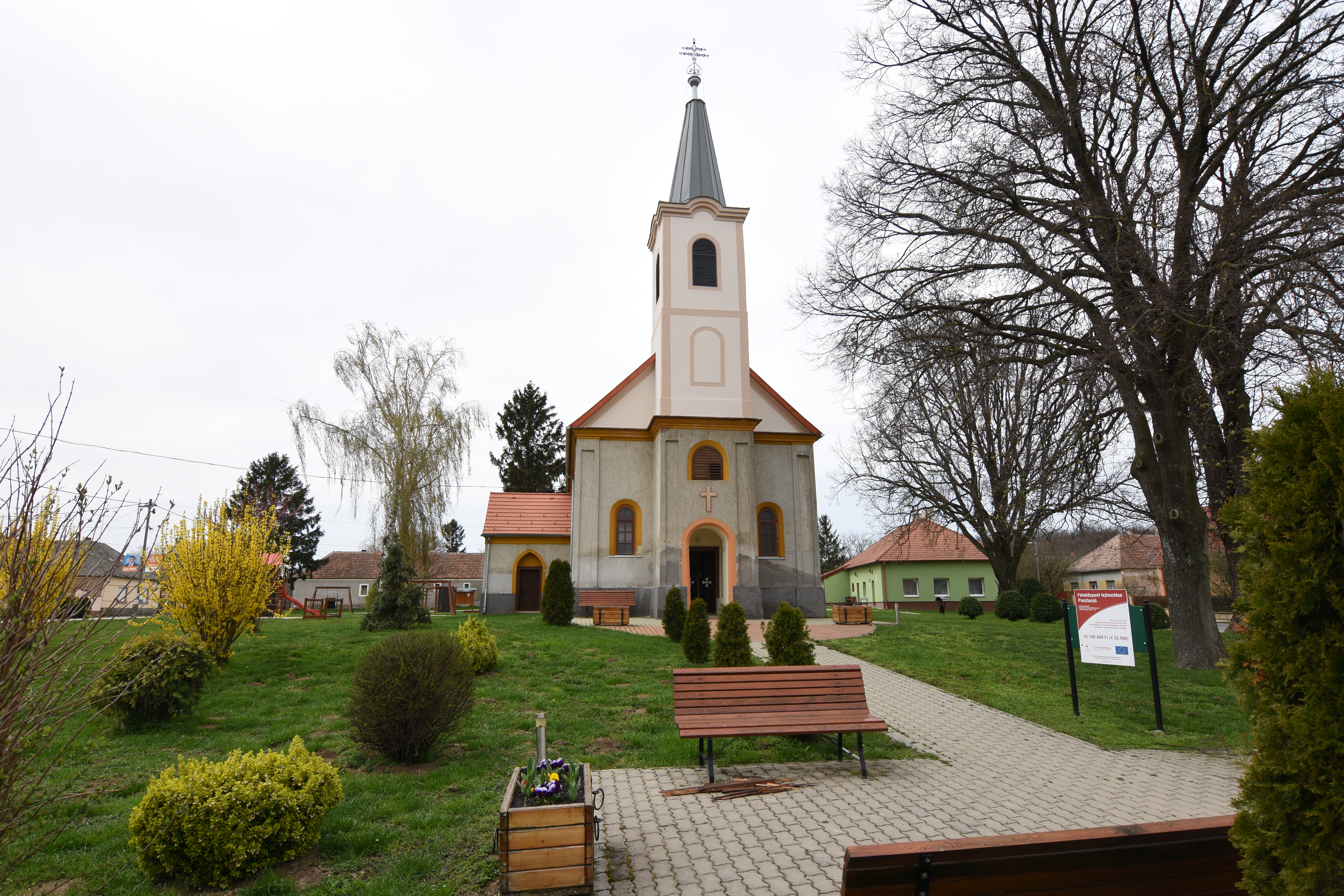
Röm.-kath. Kirche Szent István király
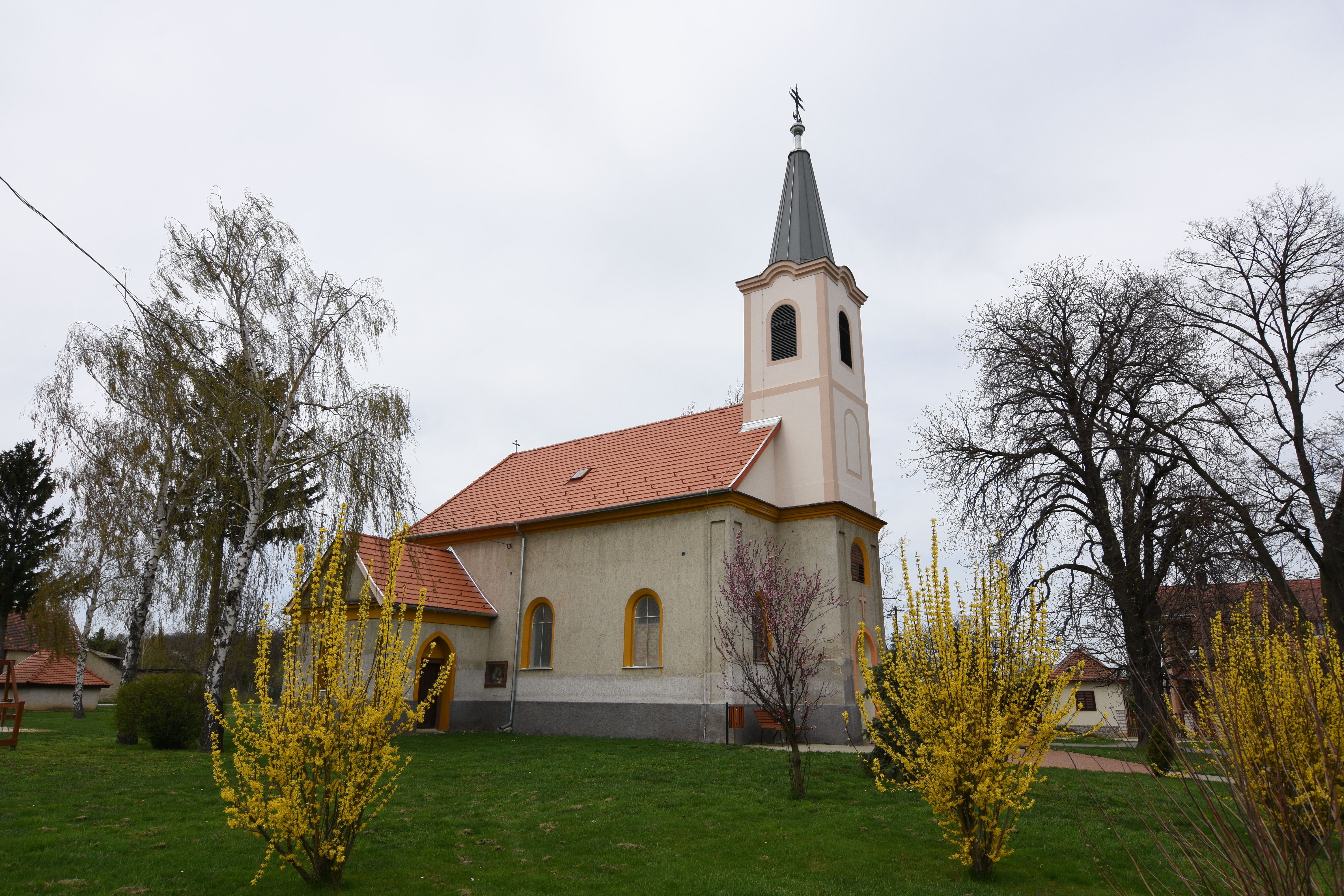
Seitenansicht der Kirche

## Verkehr
Pusztacsó ist nur über die Nebenstraße Nr. 86121 zu erreichen, die von der nördlich verlaufenden Landstraße Nr. 8636 abzweigt. Es bestehen Busverbindungen nach Kőszegpaty sowie über Nemescsó und Kőszegfalva nach Kőszeg. Der nächstgelegene Bahnhof befindet sich in Lukácsháza.